# Stanisław Fiszer (1898–1944)

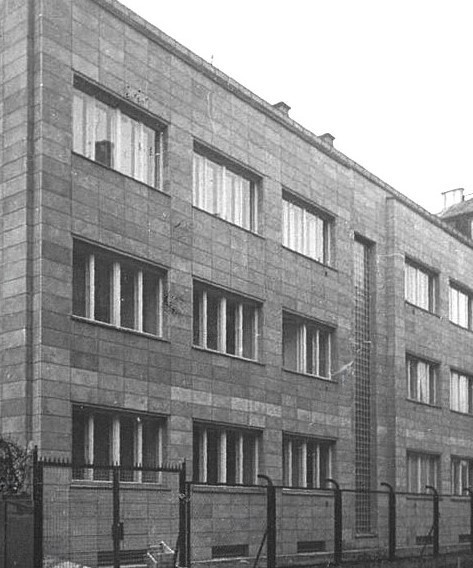
Kamienica przy ul. Solariego 5 w Warszawie, fot. 1939

Stanisław Fiszer (ur. 1898, zm. 1944) – polski architekt.

## Życiorys
Ukończył studia na Wydziale Architektury Politechniki Warszawskiej. W 1931 uzyskał dyplom inżyniera architekta. Następnie rozpoczął pracę w wyuczonym zawodzie. Od 1938 był zatrudniony na Wydziale Architektury macierzystej uczelni na stanowisku starszego asystenta w Zakładzie Projektowania Budowli Handlowych i Przemysłowych.
Zajmował się także publicystyką. Pisał artykuły o tematyce branżowej, które zamieszczał w miesięczniku „Przegląd Budowlany”.
Udzielał się w Stowarzyszeniu Architektów Rzeczypospolitej Polskiej (SARP). Był członkiem Oddziału Warszawskiego, w którego zarządzie zasiadał w latach 1937–1938. Znajdował się także w składzie Kolegium Sekretarzy Konkursowych SARP.
W 1939 został zmobilizowany. W szeregach Wojska Polskiego brał udział w kampanii wrześniowej. Wzięty do niewoli, został osadzony w niemieckim obozie jenieckim, w którym zmarł.

## Życie prywatne
Był żonaty. Miał syna Stanisława, który tak jak ojciec był architektem.

## Dokonania
- Dwie bliźniacze kamienice mieszkalne Funduszu Kwaterunku Wojskowego w Warszawie na Ochocie przy ulicach Rudawskiej 4 i Antoniego Solariego 5 (1937)

### Konkursy
- Projekt gmachu Ministerstwa Poczt i Telegrafów w Warszawie (1928) – współautorzy: Mirosław Szabuniewicz i Józef Ufnalewski (IV nagroda)
- Projekt szkicowy zabudowy terenów w Krakowie (ul. Lubelska i Włocławska) i Bielsku (ul. Batorego) (1928) – współautor: M. Perkowski (III nagroda za projekt zabudowy w Bielsku)
- Projekt szkicowy gmachu dla dowództwa Marynarki Wojennej w Warszawie (1933) – współautorzy: Mieczysław Krąkowski, Bohdan Nowak, Zdzisław Henryk Szulc i Bruno Zborowski (IV nagroda równorzędna)
- Projekt planu zabudowy bloku w Warszawie zamkniętego ulicami Suchą, Koszykową, Topolową i 6 Sierpnia (1934) – współautorzy: Józef Łowiński, Zdzisław Henryk Szulc (zakupiony)
- Projekt „Domu Zdrojowego” w Juracie (1935) – współautor: Józef Łowiński (III nagroda)
- Projekt mostu im. Marszałka Piłsudskiego w Warszawie na przedłużeniu ul. Karowej (1937) – współautorzy: Ernest Knester i Józef Łowiński (zakupiony)
- Projekt Muzeum Morskiego w Gdyni (1937) – współautorzy: Juliusz Żakowski i Leonard Tomaszewski (nagroda)